# Jean-Philippe Muvien
Jean-Philippe Muvien, né le 22 juin 1975, est un compositeur et guitariste de jazz français.

## Biographie
Jean-Philippe Muvien commence à jouer de la guitare à Nice en autodidacte à l'âge de 10 ans. Il suit une formation au CMCN de Nancy où il obtient un diplôme en 1995. Puis il revient à Nice où il se produit avec des musiciens de la région.
En 2000 il entre dans la classe de jazz du conservatoire national supérieur de musique et de danse de Paris où il termine ses études en 2004 avec un premier prix. Ses professeurs sont François Jeanneau, Riccardo Del Fra, Daniel Humair, François Théberge, et Hervé Sellin.
Jean-Philippe Muvien obtient pendant ses études au conservatoire un prix de la fondation Meyer et un prix de la fondation Tarazzi.
En 2005, il fonde "Allgorythm", un label de jazz et de musique improvisée, distribué en France par Abeille Musique. Il coécrit avec Daniel Humair une musique de film sur le peintre Vladimir Veličković pour France 5 (réalisation Jean-Michel Meurice).
Jean-Philippe Muvien joue avec des musiciens de jazz français et étrangers parmi lesquels Daniel Humair, François Jeanneau, Joey Baron, Louis Sclavis, Jean-Paul Céléa, Michel Portal, Riccardo Del Fra, Jean-Philippe Viret, François Merville, Peter Herbert, Youn Sun Nah, MYB, Aaron Scott, Andy Emler, Michel Benita, Denis Badault, Yves Robert, François Chassagnite, Stéphane Bertrand, Éric Échampard, Vincent Peirani, Vincent Lê Quang, Bruno Ruder, Cédric Piromalli, Rémi Dumoulin, Fabrice Theuillon, Samir Madiouni.
Il a participé à de multiples scènes ou festivals : opéra de Lyon, Bordeaux Jazz, le Trabendo, Touches de jazz, Jazz au Fort Napoléon, Scène nationale 61, Jazzycolors, Le Triton (Les Lilas), Pôle Sud (Strasbourg), Sunset-Sunside.
Influencé par de nombreux musiciens (John Coltrane, Daniel Humair, Ornette Coleman, Allan Holdsworth, Miles Davis, Thelonious Monk, Keith Jarrett), il cite Kurt Rosenwinkel et Ben Monder parmi les guitaristes dont il apprécie la musicalité et l'approche musicale.

### Distinctions
- 2004 : Premier prix du CNSMDP en jazz avec mention
- 2003 : Prix de la Fondation Meyer
- 2003 : Prix de la Fondation Tarazzi

## Discographie
- 2008 : Quartet Rebirth : Jean-Philippe Muvien, Bruno Ruder, Yoann Serra, Jean-Philippe Viret (Allgorythm)
- 2007 : Trio Live : Jean-Philippe Muvien, Daniel Humair, Jean-Paul Céléa (Allgorythm)
- 2006 : Air Libre : Jean-Philippe Muvien, Daniel Humair, Jean-Paul Céléa, Louis Sclavis, Vincent Lê Quang, Vincent Peirani, Maja Pavlovska (Allgorythm)
- 2005 : Flench Wok de Jean-Philippe Muvien, Daniel Humair, François Jeanneau, Jean-Philippe Viret (Bee Jazz)
- 2004 : Roses & Roots, Riccardo Del Fra Septet (Jazzoo Project)
- 2003 : Vive Les Jongleurs : Jean-Philippe Muvien, Jean-Marc Jafet, Yoann Serra, François Chassagnite (Cristal Records)
- 2002 : Appartement 126 : Jean-Philippe Muvien, Pascal LeGall, Patrice Grente (Le Petit Label)
- 2002 : Quartet Palindrome : Jean-Philippe Muvien, Myb, Fabrice Theuillon, Samir Madiouni (Les Perles Rares)